# Getal van Lewis
Het getal van Lewis is een dimensieloos getal en een materiaaleigenschap die de massadiffusiecoëfficiënt vergelijkt met de warmtediffusiecoëfficiënt en wordt gebruikt in de stromingsleer, natuurkunde, scheikunde en biologie. Het getal is genoemd naar Warren K. Lewis (1882-1975), een Amerikaanse scheikundige. Het wordt gebruikt in stromingen waar massa- en warmtetransport tegelijk plaatsvindt. Denk bijvoorbeeld aan het oplossen van een chemische reactant in een verwarmde stroming.
{\displaystyle \mathrm {Le} ={\frac {\alpha }{D}}},
met: 
- α is de warmtediffusiecoëfficiënt met eenheid {\displaystyle \mathrm {m} ^{2}/\mathrm {s} },
- D is de massadiffusiecoëfficiënt met eenheid {\displaystyle \mathrm {m} ^{2}/\mathrm {s} }.

Het getal van Lewis kan ook worden gezien als de verhouding van het getal van Prandtl en het getal van Schmidt:
{\displaystyle \mathrm {Le} ={\frac {\mathrm {Sc} }{\mathrm {Pr} }}}.
Voor een materiaal dat oplost in een verwarmde stroming (denk bijvoorbeeld aan suiker in thee) zullen er drie grenslagen ontwikkelen, één gerelateerd aan de snelheid, één gerelateerd aan de temperatuur, en één gerelateerd aan het opgeloste suiker. De diktes van deze lagen hangt af van de verschillende diffusiecoëfficiënten, respectievelijk de kinematische viscositeit (diffusie van impuls), de warmtediffusiecoëfficiënt, en de massadiffusiecoëfficiënt, allen met dezelfde eenheden {\displaystyle \mathrm {m} ^{2}/\mathrm {s} }. De diktes van deze grenslagen zijn proportioneel aan de wortel van deze diffusiecoëfficiënten, en dus is de verhouding van de dikte van de thermische grenslaag en de dikte van de massa-grenslaag gerelateerd aan het getal van Lewis:
{\displaystyle {\frac {\delta _{T}}{\delta _{m}}}={\sqrt {\mathrm {Le} }}}.
met:
- {\displaystyle \delta _{T}} is de dikte van de thermische grenslaag,
- {\displaystyle \delta _{m}} is de dikte van de massa-grenslaag.

Voor de meeste vloeistoffen is het getal van Lewis van {\displaystyle O(100)}, omdat de massadiffusiecoëfficiënt bijna altijd vele malen kleiner is dan de warmtediffusiecoëfficiënt. Dit houdt in dat in het voorbeeld van het oplossende suiker in thee, de grenslaag van de warmte tien keer dikker is dan de grenslaag die gerelateerd is aan het opgeloste suiker.

## Toepassing in de biologie
Het getal van Lewis is groot voor water {\displaystyle (\mathrm {Le} \approx 90\gg 1)}, en dit is waarschijnlijk de reden waarom zoogdieren geen kieuwen hebben. In kieuwen wordt zuurstof onttrokken vanuit het zeewater naar het zoogdier. Echter omdat het Lewis getal voor water hoog is, zou dit inhouden dat in het diffusieproces van zuurstof in verhouding ook veel warmte zou worden onttrokken aan het dier, omdat dit sneller verspreidt dan de zuurstof. Dit zou ervoor zorgen dat een dier te veel afkoelt tijdens het ademhalen. 
Archimedes ·
Atwood ·
Bagnold ·
Bejan ·
Biot ·
Bond ·
Brinkman ·
capillair getal ·
Cauchy ·
Damköhler ·
Darcy ·
Dean ·
Deborah ·
Eckert ·
Ekman ·
Eötvös ·
Euler ·
Froude ·
Galilei ·
Graetz ·
Grashof ·
Görtler ·
Hagen ·
Iribarren ·
Keulegan-Carpenter ·
Knudsen ·
Laplace ·
Lewis ·
Mach ·
Marangoni ·
Morton ·
Nusselt ·
Ohnesorge ·
Péclet ·
Prandtl ·
Rayleigh ·
Reynolds ·
Richardson ·
Roshko ·
Rossby ·
Rouse ·
Schmidt ·
Sherwood ·
Shields ·
Stanton ·
Stokes ·
Strouhal ·
Stuart ·
Suratman ·
Taylor ·
Ursell ·
Weber ·
Weissenberg ·
Womersley